# رد الحورية على الراعي

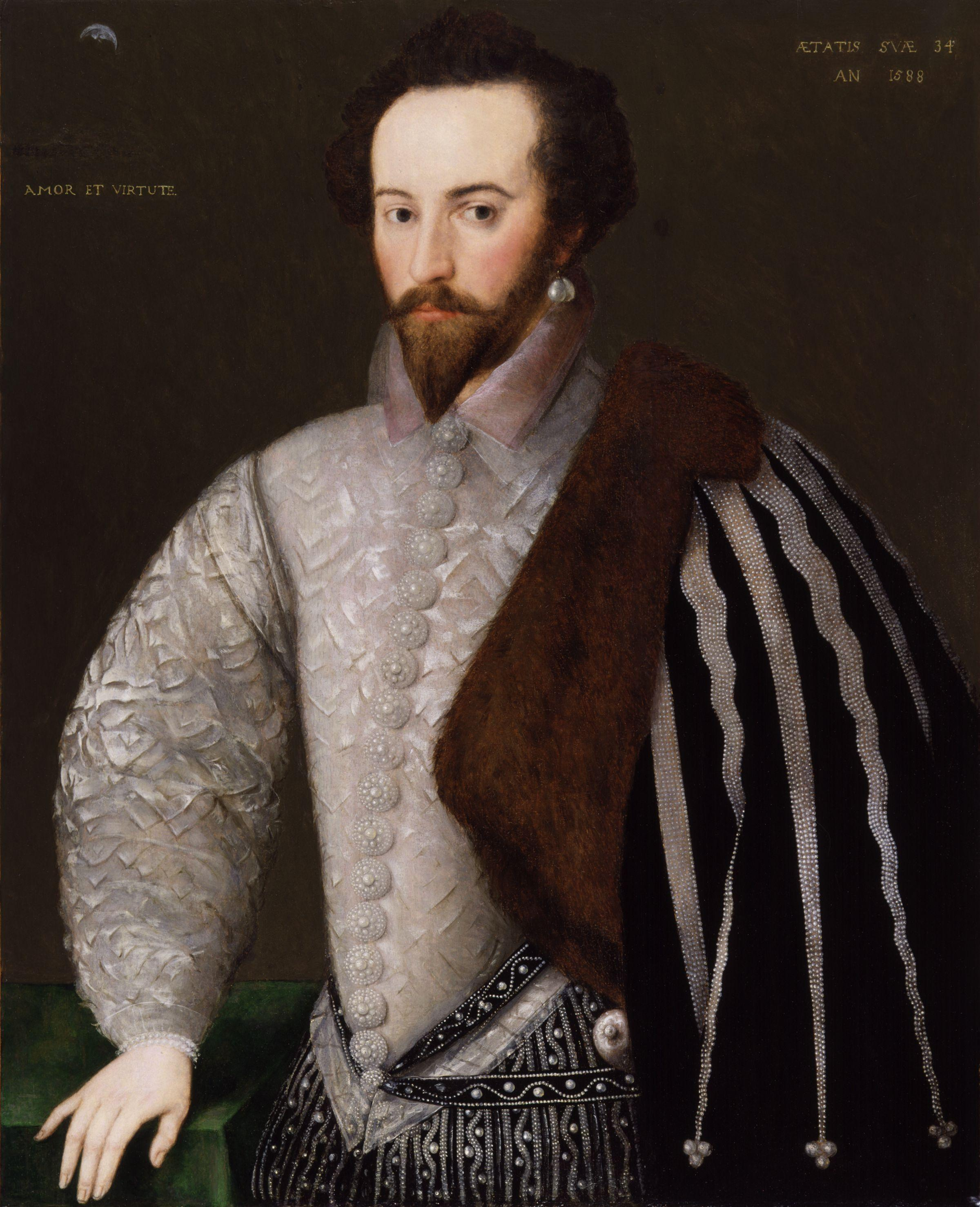
شاعر العصر الإليزابيثي السير والتر رالي عام 1588.

«رد حورية على الراعي» (بالإنجليزية: The Nymph's Reply to the Shepherd)‏ (1600) بقلم والتر رالي، هي قصيدة كُتِبَت بمثابة رد ساخر على قصيدة كريستوفر مارلو «الراعي العاشق إلى حبيبته» (1599). في إطار هذا التبادل الشعري، ترفض الحورية ببلاغة تقدم الراعي من أجل الحياة الرعوية. كلتا القصيدتين كُتُبِتا بتقاليد الشعر الرعوي الشعر الرعوي الكلاسيكي وتتبعان بنية ستة مقاطع من أربعة خطوط توظف مخططًا للقافية AABB.
نُظِمَت كل قصيدة بإيقاع خاص من المقاطع المشددة، وذلك باستخدام أزواج من المربع الشعري في كل مجموعة، يحتوي كل سطر على أربع إيقاعات، مما ساعد على وجود التشبيه والاستعارة في القصيدة.
تظهر الحورية في سجلات الشعر الإنجليزي كشخصية جوهرية، ويعود ذلك من نسيج التقاليد اليونانية؛ إذ تجسد جوهر الطبيعة وعوالم الوجود والشباب والحب، وذلك ما تشرح الحورية للراعي في التأليف المتبادل «رد الحورية على الراعي»، حيث تنخرط الحورية في خطاب مباشر مع الراعي. تفكر الحورية في البداية في العيش مع الراعي في عالم شاعري، لكنها تتدخل بسرعة بتذكير مؤثر بزوال الحياة، مغلفة في الجمال العابر للأزهار سريعة الزوال، ترمز الزهور عبر أبيات مارلو في «الراعي العاشق إلى حبيبته» إلى الشباب، وهو موضوع تربطه الحورية بذكاء مع الموت.
في سياق الأدب الإليزابيثي اللامع الذي يمتد عبر العصر الذهبي للقرن السادس عشر، لا يمثل «رد الحورية على الراعي» الرد الشعري الوحيد على أبيات مارلو، حيث نظم ويليام كارلوس ويليامز في القرن العشرين قصيدة عنوانها «رالي كان على حق» في عام 1940، وانحاز إلى رأي والتر رالي في معارضة أبيات كريستوفر مارلو.

## كلمات القصيدة
هذه كلمات القصيدة باللغة الانجليزية:

The Nymph's Reply to the Shepherd

If all the world and love were young,

And truth in every shepherd's tongue,

These pretty pleasures might me move

To live with thee and be thy love.

Time drives the flocks from field to fold

When Rivers rage and Rocks grow cold,

And Philomel becometh dumb;

The rest complains of cares to come.

The flowers do fade, and wanton fields

To wayward winter reckoning yields;

A honey tongue, a heart of gall,

Is fancy's spring, but sorrow's fall.

Thy gowns, thy shoes, thy beds of roses,

Thy cap, thy kirtle, and thy posies

Soon break, soon wither, soon forgotten:

In folly ripe, in reason rotten.

Thy belt of straw and Ivy buds,

Thy coral clasps and amber studs,

All these in me no means can move

To come to thee and be thy love.

But could youth last and love still breed,

Had joys no date nor age no need,

Then these delights my mind might move

To live with thee and be thy love.

— Walter Raleigh

## تحليل
نسق رالي من خلال تقليد أسلوب مارلو ومعجمه هجاءً يدقق في التقاليد الرعوية ويقلبها رأسًا على عقب. يمكن ملاحظة هذا الهجاء في تبني رالي للصور المشابهة والتعهدات التي قدمها راعي مارلو، تقدم حورية رالي وجهة نظر مخالفة، وترفض مفهوم الراعي المثالي للحب والطبيعة.
تكمن فكرة الزمن والاضمحلال في قلب خطاب رالي، إذ يصور رالي الاعتقاد الذي لا مفر منه وزوال الوقت من خلال الصور والرموز النابضة بالحياة، توضح الحورية كيف أن الظواهر الطبيعية مثل ذبول الأزهار والحقول المقفرة في الشتاء بمثابة تحذيرات من الجاذبية العابرة للجمال والمودة.
كما يؤكد رالي على الجوهر العابر للمشاعر والعلاقات الإنسانية من خلال إبراز إيقاع التحلل والتجدد في الطبيعة.
يستخدم رالي مجموعة من الأدوات الخطابية لنقل قصيدته؛ إذ يستخدم الجناس والسجع والاتساق لإثراء إيقاع القصيدة المتناغم، وعلاوة على ذلك، يسخر رالي الاستعارات والتلميحات إلى الأساطير الكلاسيكية لتعميق عمق القصيدة وإثارة الشعور بالرنين الأبدي.
ترتدي الحورية عباءة الخطابة، مجسدة الحكمة والفطنة على النقيض من مثالية الراعي الشابة، على الرغم من أن مكان القصيدة لا يزال غير موضح، إلا أنه يُستحضَر من خلال الصور الرعوية والإشارات إلى العناصر الطبيعية.

## في الثقافة الشعبية
في التصوير السينمائي لـ«الحياة الخاصة لإليزابيث وإسيكس» في فيلم عام 1939، غُنِّيَت القصيدتين من قبل نانيت فبراي (السيدة مارجريت رادكليف في الفيلم) حيث غنت كلمات مارلو الأصلية، وأخذت أوليفيا دي هافيلاند التي لعبت دور السيدة بينيلوب جراي رد رالي. أثار هذا الأداء مشاعر الحسرة والإحباط للملكة إليزابيث، ألا وهي بيت ديفيس في الفيلم، حيث وقعت عاطفتها بحب غير متبادل مع إيرول فلين الذي مثّل دور روبرت ديفيروكس، إيرل إسكس الثاني.